# Samata Party
Die Samata Party (SAP), manchmal auch Samta Party transkribiert (Hindi समता पक्ष „Partei der Gleichheit“), ist eine Partei in Indien, die 1994 entstand und 1999–2000 sowie erneut 2003 zum größten Teil in der Janata Dal (United) aufging. Hauptschwerpunkt der Partei war der Bundesstaat Bihar. Die heute noch unter dem ursprünglichen Namen weiterexistierende Partei ist nur noch eine kleine unbedeutende Splitterpartei.

## Geschichte
Die Partei wurde im April 1994 als Abspaltung der Janata Dal (JD) gegründet. Gründer waren vor allem George Fernandes und Nitish Kumar. Als Grund für die Abspaltung wurde angegeben, dass die Janata Dal zunehmend vom Kastendenken und nicht mehr von sozialistischen Ideen bestimmt sei. Ein wesentlicher Grund waren aber sicher auch innerparteiliche Rivalitäten innerhalb der Janata Dal in Bihar, vor allem mit dem dort dominierenden Lalu Prasad Yadav.  Dieser wurde später auch zum politischen Hauptgegner der Samata Party, auch nachdem er ebenfalls die JD verlassen und 1997 Rashtriya Janata Dal (RJD) gegründet hatte.
Politischer Schwerpunkt der Samata Party war von Anbeginn an Bihar. Vor der Parlamentswahl 1996 schloss sie mit der Bharatiya Janata Party (BJP) ein Wahlbündnis ab und konnte landesweit 7,3 Millionen Stimmen (2,17 %) und 8 Wahlkreise gewinnen, davon 6 in Bihar, einen in Orissa und einen in Uttar Pradesh. In der anschließenden Legislaturperiode verblieb sie in der Opposition. Bei der Parlamentswahl 1998 war sie erneut mit der BJP verbündet und gewann 12 der 54 Wahlkreise von Bihar und landesweit 6,5 Millionen Stimmen (1,8 %).
Im März 1999 kam es zu einer Spaltung der SAP in Bihar. Eine Fraktion unter Brishen Patel und Shivanand Tiwari im Parlament von Bihar löste sich von der Partei und schloss sich im Mai 1999 der RJD unter Lalu Prasad Yadav an. Im Juli 1999 kündigten die Führer der Samata Party, George Fernandes, und der Janata Dal (United), Sharad Yadav an, dass sich beide Parteien vereinigen würden. Bei der Parlamentswahl im September/Oktober 1999 traten beide Parteien unter einer gemeinsamen Liste und unter dem Namen und den Parteisymbolen der Janata Dal (United) an. Nach der Wahl entschloss sich die Parteiführung der Samata Party jedoch am 6. Januar 2000, im Vorfeld der Parlamentswahl in Bihar, eigene Kandidaten aufzustellen und die geplante Vereinigung mit JD(U) abzusagen. Ursächlich hierfür war vor allem der Umstand, dass keine Einigung hinsichtlich der Besetzung der künftigen Führungspositionen erzielt worden war.
Am 30. Oktober 2003 kam es dann doch zur Vereinigung von Samata Party und Janata Dal (United), wobei der Parteiname der letzteren beibehalten wurde. George Fernandes wurde Parteivorsitzender der vereinigten Partei. Damit zeigte sich nun wiederum die Fraktion um Sharad Yadav nicht zufrieden. Sie verließ kurz vor der Parlamentswahl 2004 die vereinigte Partei und schloss sich der RJD an.

## Wahlergebnisse
Im Folgenden sind die Wahlergebnisse der SAP bei gesamtindischen Wahlen zur Lok Sabha sowie bei Wahlen zum Parlament von Bihar aufgelistet.
| Jahr | Wahl                         | Stimmen- anteil | Parlaments- sitze |
| ---- | ---------------------------- | --------------- | ----------------- |
| 1995 | Parlamentswahl in Bihar 1995 | 7,06 %          | 7/324             |
| 1996 | Wahl zur Lok Sabha 1996      | 2,17 %          | 8/543             |
| 1998 | Wahl zur Lok Sabha 1998      | 1,8 %           | 12/543            |
| 2000 | Parlamentswahl in Bihar 2000 | 8,65 %          | 34/324            |

Bei der Wahl 1999 trat die SAP nicht als eigenständige Partei an, sondern auf gemeinsamen Listen mit der Janata Dal (United). Bei allen Wahlen nach dem Jahr 2000 erzielte die SAP kein Mandat mehr und deutlich unter 1 % der Stimmen.